# Bataille de Tcherkassy
Seconde Guerre mondiale
Batailles
Front de l’Est

Prémices :
- Campagne de Pologne
- Guerre d’Hiver

Guerre germano-soviétique :
- 1941 : L'invasion de l'URSS

- Opération Barbarossa

Front nord : 
- Guerre de Continuation
- Opération Silberfuchs
- Siège de Léningrad

Front central : 
- 2e bataille de Brest-Litovsk
- Bataille de Białystok–Minsk
- 1re bataille de Smolensk
- Bataille de Kiev

Front sud : 
- Siège d'Odessa
- Campagne de Crimée

- 1941-1942 : La contre-offensive soviétique

Front nord : 
- Poche de Demiansk
- Poche de Kholm

Front central : 
- Bataille de Moscou

Front sud : 
- Seconde bataille de Kharkov

- 1942-1943 : De Fall Blau à 3e Kharkov

Front nord : 
- Offensive de Siniavino
- Opération Iskra
- Bataille de Krasny Bor
- Opération Poliarnaïa Zvezda

Front central : 
- Opération Mars

Front sud : 
- Bataille du Caucase (opération Fall Blau)
- Bataille de Stalingrad
- Opération Uranus
- Opération Saturne
- Offensive d'Ostrogojsk-Rossoch
- Offensive de Voronej-Kastornoe
- Opération Gallop
- Opération Étoile
- Troisième bataille de Kharkov

- 1943-1944 : Libération de l'Ukraine et de la Biélorussie

Front central : 
- 2e bataille de Smolensk
- Opération Bagration

Front sud : 
- Bataille de Koursk
- Bataille du Dniepr
- Offensive Dniepr-Carpates
- Offensive de Crimée
- Offensive de Lvov-Sandomir

- 1944-1945 : Campagnes d'Europe centrale et d'Allemagne

Allemagne : 
- Offensive Vistule-Oder
- Offensive de Poméranie orientale
- Siège de Breslau
- Offensive de Prusse-Orientale
- Bataille de Königsberg
- Bataille de Seelow
- Bataille de Bautzen
- Bataille de Berlin
- Capitulation allemande

Front nord et Finlande : 
- Guerre de Laponie
- Offensive Leningrad-Novgorod
- Bataille de Narva

Europe orientale : 
- Opération Margarethe
- Insurrection de Varsovie
- Soulèvement national slovaque
- Opération Panzerfaust
- Bataille de Budapest
- Opération Frühlingserwachen
- Offensive de Vienne
- Insurrection de Prague
- Offensive de Prague
- Bataille de Slivice

Front d’Europe de l’Ouest

Campagnes d'Afrique, du Moyen-Orient et de Méditerranée

Bataille de l’Atlantique

Guerre du Pacifique

Guerre sino-japonaise

Théâtre américain
La bataille de Tcherkassy ou bataille de Korsoun, aussi qualifiée par les Allemands de chaudron de Tcherkassy, se déroule du 24 janvier au 17 février 1944. Elle oppose sur le front de l’Est le groupe d'armées Sud du côté allemand aux premier et deuxième fronts ukrainiens de l’Armée rouge.
La première phase se déroule du 24 au 28 janvier lorsque les Soviétiques parviennent à encercler les 60 000 combattants du saillant de Korsoun par une attaque en tenaille. Les Allemands, qui comprennent alors seulement les intentions de leurs ennemis, mettent immédiatement en place un pont aérien et, ramenant en urgence des forces mécanisées, tentent d'abord le 4 février un ambitieux contre-encerclement qui échoue. Un dégel précoce rend difficiles tout mouvement, intervention et ravitaillement dans les deux camps. Une seconde opération allemande démarre le 11 février pour délivrer directement les assiégés, mais doit s'arrêter, harcelée sur les flancs, à quelques kilomètres de ceux-ci qui sont alors forcés de percer par eux-mêmes en submergeant les Soviétiques dans la nuit du 16 au 17 février jusque dans la journée, abandonnant armes lourdes, véhicules et blessés.
Si les trois quarts des effectifs encerclés ont pu s'échapper, les forces armées allemandes en Ukraine ont consommé leurs dernières forces blindées dans la bataille et sont épuisées. Dans les deux mois qui suivent, les Soviétiques, poursuivant l’offensive stratégique Dniepr-Carpates (24 décembre 1943-17 avril 1944), vont les chasser d'Ukraine.

## Janvier 1944
En janvier 1944, le groupe d'armées Sud de la Wehrmacht, sous le commandement du maréchal Erich von Manstein, qui comprend notamment la 8e armée allemande dirigée par le général Otto Wöhler, a fait retraite jusqu'à la ligne Panther-Wotan, une position défensive le long du Dniepr, en Ukraine. Deux corps d'armées allemands, le XIe du général Wilhelm Stemmermann et le XLIIe du lieutenant général Theobald Lieb, renforcés par le détachement d'armée B, occupent un saillant à l’intérieur des lignes soviétiques : ce saillant s’étend sur 100 km, jusqu’au village de Kanev, sur le Dniepr, avec en son centre la ville de Korsun, à l’ouest de Tcherkassy.
Le maréchal de l’Union soviétique Gueorgui Joukov se rend compte de la possibilité de détruire la 8e armée de Wöhler, en prenant Stalingrad comme modèle et en utilisant les mêmes tactiques que celles qui ont permis la défaite de la 6e armée de Paulus après son encerclement. Joukov propose au commandement suprême de l’Armée rouge (Stavka) de déployer les premier et deuxième fronts ukrainiens afin de constituer deux lignes d’encerclement, la première étant destinée à anéantir les troupes allemandes prises au piège et la deuxième à empêcher que des renforts ne puissent rejoindre les unités encerclées.
Malgré les avertissements répétés de Manstein et d’autres officiers, Adolf Hitler refuse d’autoriser les unités exposées à une offensive soviétique à se retirer sur des positions plus sûres.
Pour mener à bien la destruction de la 8e armée allemande, les Soviétiques déploient les forces suivantes :
- premier front ukrainien :

27e et 40e armées combinées, 2e armée aérienne et 6e armée blindée ;
- deuxième front ukrainien :

4e, 52e et 53e armées combinées, 5e armée blindée, 5e armée aérienne et 5e corps de cavalerie de la Garde. Ces forces sont rejointes par la 2e armée blindée pendant le cours de l’opération.

## L’encerclement

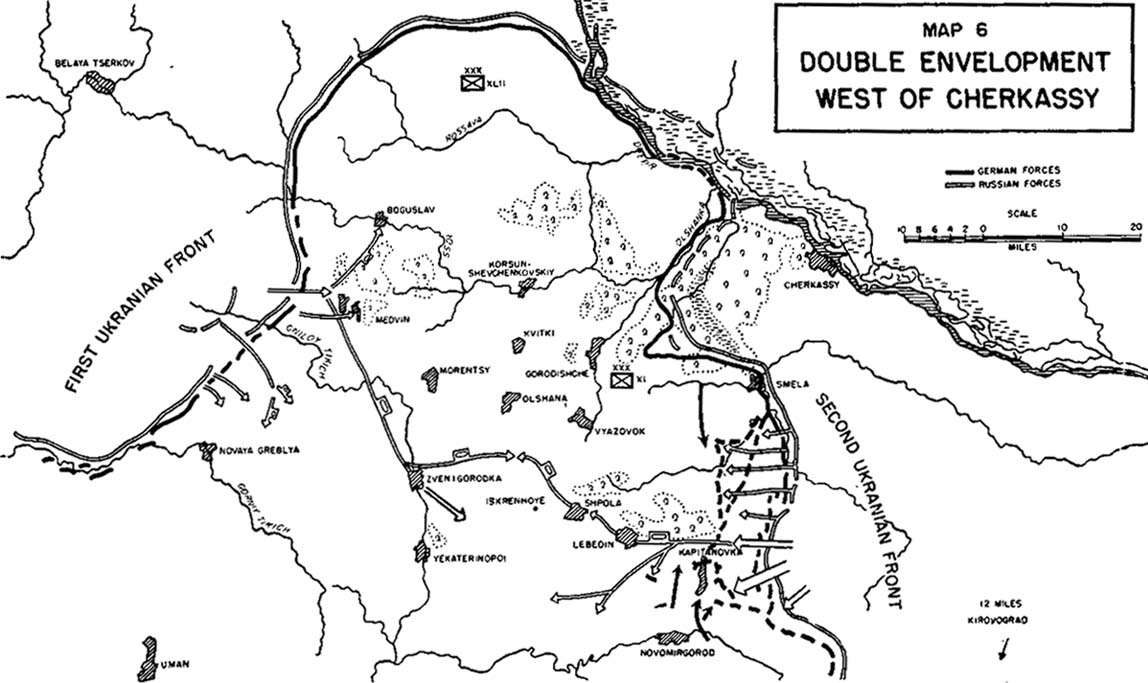
Les percées soviétiques ont créé la poche de Korsun-Cherkassy.

Le 18 janvier 1944, les craintes de Manstein s’avèrent fondées lorsque le premier front ukrainien du général Nikolaï Vatoutine et le deuxième front ukrainien du général Ivan Koniev attaquent les côtés du saillant et encerclent les deux corps d’armées allemands. Le 28 janvier, la jonction entre la 20e brigade blindée de la Garde et la 6e armée blindée du 1er front ukrainien, au village de Zvenigorodka boucle l’encerclement et crée la poche (Kessel signifie « chaudron » en allemand), bientôt connue sous le nom de poche de Korsoun-Tcherkassy. Staline attend le second Stalingrad qui lui avait été promis : « Il ne faut pas s’en faire, camarade Staline. L’ennemi encerclé ne s’échappera pas. »
Soixante mille hommes sont pris dans la nasse, soit six divisions comprenant environ 55 % de leurs effectifs et un certain nombre d’autres unités de plus petite taille. Parmi les forces allemandes prises au piège, se trouvent la 5e Panzerdivision SS Wiking dont fait partie la SS Sturmbrigade Wallonie, le bataillon SS estonien Narwa, ainsi que cinq à six mille auxiliaires russes. Ces forces sont placées sous le commandement du général Wilhelm Stemmermann et dénommés « Gruppe Stemmerman ». La division Wiking dispose de 43 tanks Panzer III/IV et de canons d’assaut : ces éléments blindés sont complétés par 27 canons d’assaut fournis par deux bataillons de ce type d’arme.
Les Soviétiques se battent durement, dans deux directions, pour élargir « l'anneau » d'encerclement, guère épais de plus de trois kilomètres au moment de la percée. Au prix de lourdes pertes, cet anneau mesure 45 km dans sa partie la plus étroite. La tactique soviétique est alors, d'après le major Kampov, de liquider le Kessel morceau par morceau. À la mi-février, les Allemands tiennent encore une poche de dix kilomètres sur douze autour de Korsoun et Chanderovka, attendant le miracle d'une percée du général Hube.

## La réaction allemande
Von Manstein réagit rapidement et début février, les IIIe et XLVIIe corps blindés sont rassemblés pour une opération de secours. Adolf Hitler ordonne cependant à Manstein que cette opération de secours soit transformée en un contre-encerclement des deux fronts russes.
Alors que le général Hermann Breith, commandant du IIIe Panzerkorps insiste pour que les deux corps blindés unissent leurs forces pour ouvrir un couloir vers le Gruppe Stemmermann, Manstein soutient la position d’Hitler, même si elle lui semble erronée, et l’attaque se transforme en une tentative allemande d’encercler la totalité des forces soviétiques.
L’offensive menée par la 11e Panzerdivision, du XLVIIe Panzerkorps, qui ne dispose que de 27 chars et 34 canons d’assaut, est rapidement bloquée. Se rendant compte que l’encerclement des troupes soviétiques va échouer, Manstein donne l’ordre au IIIe Panzerkorps de tenter de rejoindre le Gruppe Stemmermann. Conduite par la 1re division SS Leibstandarte Adolf Hitler, l’attaque allemande rencontre rapidement une forte résistance face à quatre corps blindés soviétiques et s’enlise, à la suite du changement de météo, dans la boue épaisse de la raspoutitsa.
Le 11 février, le IIIe Panzerkorps, avec à sa tête la 16e division blindée renouvelle ses efforts. Après de durs combats, la division, épuisée, atteint la rivière Gniloï Tikitch et établit une petite tête de pont sur sa rive est, dans la petite ville de Lyssianka. Le IIIe Panzerkorps ne pouvant poursuivre sa percée, c’est au Gruppe Stemmermann de se frayer un chemin pour briser l’encerclement.

## La fuite
Le Gruppe Stemmermann ne tient plus que Chanderovska où la situation sous les bombes incendiaires soviétiques est dramatique. Le 16 février, sans attendre le feu vert d'Hitler, von Manstein envoie un message à Stemmermann pour l'autoriser à tenter la percée. Le message dit simplement : « Mot de passe Liberté, objectif Lysyanka, 2300 heures »
Le Gruppe Stemmermann, incluant la division SS Wiking, décide de se séparer en deux colonnes. Les blessés non transportables sont abandonnés. À 23 heures, les unités se mettent en marche silencieusement en direction de Lysyanka, à environ 7 km au sud-ouest de Chanderovska. Le contact avec la première ligne soviétique a lieu une demi-heure plus tard.
Se rendant compte de la manœuvre, le général Koniev, qui avait promis à Staline qu'aucun Allemand n'en échapperait, ordonne à toutes les troupes disponibles — des unités blindées et d'artillerie, de la cavalerie, sans infanterie conséquente — d'attaquer les fuyards. Des éléments de la 5e armée blindée de la Garde, solidement installée sur la Colline 239 située sur la route du retrait, forcent les Allemands à la contourner. Depuis la tête de pont allemande une unité légère, le Kampfgruppe Bäke, s'infiltre à la rencontre d'unités en fuite pour leur ouvrir le passage. Le général Stemmermann est tué par un éclat d'obus dans l'arrière-garde chargée de couvrir la retraite. Il sera enterré par les Soviétiques.
À 6 h 30, les premiers éléments atteignent Lysyanka, et à midi la quasi-totalité des unités a fait de même, dans la panique la plus totale. Plusieurs centaines de prisonniers de guerre, de civils ukrainiens mais aussi des auxiliaires féminines russes, craignant des représailles des Soviétiques, suivent les troupes allemandes. Sous le feu soviétique et sous la pression des chars T-34 et JS-2, certains trouvent la mort en cherchant à traverser immédiatement la rivière Gniloy Tikich gonflée par les glaces, sans emprunter l'un des deux ponts tenus par le IIIe Panzerkorps.
Le reste du Kessel est liquidé par l'Armée rouge. Les Allemands se retirent le 19 février, considérant que plus aucun évadé n'est à attendre.

## Bilan
Entre la propagande soviétique qui voyait un « Stalingrad sur le Dniepr », et la propagande allemande qui éluda l'encerclement, la bataille militaire s'est doublée d'une bataille de chiffres. Selon les sources allemandes, sur les 60 000 soldats encerclés, environ 40 000 réussissent à s'échapper, dont certains évacués par air, 10 000 ayant été tués lors des violents combats des premiers jours de la poche. Selon les Soviétiques, qui n'avancèrent eux-mêmes aucun chiffre sur les pertes de l'Armée rouge, les pertes allemandes sont évaluées entre 52 000 et 57 000, les prisonniers entre 11 000 et 18 000 hommes.
Malgré l'évasion réussie de troupes allemandes, six de leurs divisions, dont la division Wiking, ont été sévèrement touchées, nécessitant leur retrait du front pour les reconstituer et le rééquiper à l'arrière. Tout le matériel lourd a été abandonné. Il s'agit donc d'une victoire militaire importante pour les Soviétiques, qui leur permet de poursuivre plus loin et sans délai leur avance vers l'ouest.